# BlKB SK3
Der zweiachsige Dieseltriebwagen BlKB SK3 der Kleinbahn Lüneburg–Bleckede wurde 1938 von der Waggonfabrik Wismar in Wismar gebaut. Er war zuerst bei der Kleinbahn und dann bei der Osthannoverschen Eisenbahn im Eilzugdienst im Einsatz und wurde oft mit einem Beiwagen verwendet.
1967 wurde er in einen Beiwagen umgebaut und stand noch ungefähr zehn Jahre im Einsatz. Nach einem Umbau als Bereisungswagen für die Hafenbahn in Hannover gehörte er verschiedenen Museumsbahnen.
Der Wagen gehört seit 2011 der Arbeitsgemeinschaft Verkehrsfreunde Lüneburg. Er trägt die NVR-Nummer 95 80 0140 602-3 D-TEL.

## Geschichte und Einsatz

### Bahnbetrieb
Der Triebwagen wurde mit der Fabriknummer 38/21112 von der Waggonfabrik Wismar gebaut. Gegenüber den vorher bei der Gesellschaft eingesetzten Wismarer Schienenbussen war der SK3 mit einer Zweimaschinenanlage ausgerüstet und besaß auf dem Dach eine große Gepäckgalerie. Außerdem war er mit einer Toilette ausgestattet. Er hatte eine Zug- und Stoßeinrichtung erhalten und besaß in den Stirnseiten Übergangstüren für den Wechsel des Zugpersonals in den Beiwagen.
Das bevorzugte Einsatzgebiet des Triebwagens waren nach der Gründung der OHE die Bahnstrecke Lüneburg–Soltau und die Bahnstrecke Celle–Soltau, wo er hauptsächlich mit einem Beiwagen im Eilzugdienst verkehrte. Er verkehrte danach auf anderen Abschnitten der OHE bis 1967, als er in den Beiwagen TA 0350 umgebaut wurde. Bei dem Umbau wurde die Maschinenanlage entfernt, zuvor waren bereits die Übergangstüren sowie die Fenster im Vorraum ausgebaut worden. Der Beiwagen hatte nun eine zweifenstrige Stirnfront.
Der Beiwagen wurde noch ungefähr zehn Jahre bei der OHE eingesetzt. 1977 wurde er als Bereisungswagen der Hafenbahn in Hannover übergeben, wo er bis 1986 blieb.

### Museumsbahnen
Von 1986 an gehörte der Wagen der Dampfeisenbahn Weserbergland und wurde als TA 16 bezeichnet. Von 1988 bis 1990 wurde er bei der Museumseisenbahn Küstenbahn Ostfriesland eingesetzt, dann wurde er an die Verdener Eisenbahnfreunde weitergegeben. 2011 gelangte der Wagen zur Arbeitsgemeinschaft Verkehrsfreunde Lüneburg. Er trägt dort die NVR-Nummer 95 80 0140 602-3 D-TEL.

## Technische Merkmale/Ausstattung
Der SK3 wurde für den Beiwagenbetrieb mit Zug- und Stoßeinrichtung gebaut und mit einer Doppelmaschinenanlage ausgestattet. Er hatte eine senkrechte Stirnwand, guten Seitenblick für das Fahrpersonal durch die seitlichen gerundeten Fenster und eine Übergangseinrichtung für das Zugpersonal.
Er wirkte durch die abgerundeten Ecken modern. Die Wagenkasten war nach den Grundsätzen des Leichtbaues der damaligen Zeit hergestellt und in Spantenbauart gefertigt. Zwischen den relativ kleinen Einstiegsräumen, in denen der Triebwagenführer seinen Arbeitsplatz hatte, befand sich das Fahrgastabteil mit 62 Sitzplätzen. Die Eingangstüren waren Schiebetüren, zusätzlich waren Übergangseinrichtungen für das Zugpersonal in den Beiwagen vorhanden. Diese Übergangseinrichtungen waren 1956 noch vorhanden. Zehn Jahre später hatte der Triebwagen geschlossene Stirnpartien mit zwei Fenstern.
Die Zweimaschinenanlage bestand aus zwei Dieselmotoren Daimler-Benz OM 67 und zwei Mylius-Getrieben. 1967 wurde die Maschinenanlage ausgebaut. Der Wagen wurde nur noch als Beiwagen verwendet.